# Pogonostoma sambiranense
Pogonostoma sambiranense is een keversoort uit de familie van de loopkevers (Carabidae). De wetenschappelijke naam van de soort is voor het eerst geldig gepubliceerd in 1965 door Rivalier.